# Apaturina antonia
Apaturina antonia är en fjärilsart som beskrevs av Hans Fruhstorfer 1904. Apaturina antonia ingår i släktet Apaturina och familjen praktfjärilar. Inga underarter finns listade i Catalogue of Life.